# Святой Оронций
Оронций — священномученик, первый епископ Лечче. День памяти — 26 августа.
Святой Оронций, или Оронтий (итал. Sant'Oronzo, Oronzio, Aronzo) обычно поминается вместе со свв. Фортунатом и Иустом.

## Предание
Согласно рукописи XII века,  Иуст был учеником св. апостола Павла, который по дороге в Рим потерпел кораблекрушение в Саленто и был выброшен на берег около Сан Катальдо, Лечче (San Cataldo, Lecce).  Он обратил ко Господу Оронтия и его племянника Фортуната, двух жителей Рудиэ (Rudiae) (соврем. Лечче). Отец Оронтия, Публий, был казначеем императора, и Оронтий унаследовал его пост.
Оронтий и Фортунат объявили себя христианами и отказались принести жертву римским божествам. Они были высечены и заключены в темницу, но впоследствии отправились в Коринф. Там Оронтий встретил апостола Павла, подтвердившего его епископство в Лечче и указавшего на Фортуната, как на его преемника. Когда они вернулись в Лечче, они снова были схвачены властями. Антоний, представитель Нерона, отправил их в заточение, угрожая убить, если они не откажутся от своей новой веры. Они отказались, нашли способ выйти из темницы и продолжить проповедь в Саленто и в Бари. В итоге они вновь были схвачены Антонием и усечены топором в трёх километрах от Лечче 26 августа.
Святой Иуст также был умучен.